# Uberabasuchus terrificus
Uberabasuchus terrificus è un parente estinto dei coccodrilli, vissuto nel Cretaceo superiore (circa 70 milioni di anni fa) in Sudamerica.

## Stile di vita
I resti di questo rettile sono stati rinvenuti in Brasile, nello stato di Minas Gerais, e sono stati descritti nel 2004. La forma generale del corpo richiamava quella degli attuali coccodrilli, ma la parentela tra l'uberabasuchus e le forme attuali è molto lontana. L'uberabasuchus possedeva mascelle potenti, grazie alle quali poteva forse attaccare anche animali più grandi di lui, come i dinosauri sauropodi. Le zampe robuste permettevano a questo predatore di correre e di inseguire su lunghe distanze. Lungo circa due metri e mezzo, l'uberabasuco non era un gigante, ma forse attaccava in branco.

## Tra Sudamerica e Madagascar
I suoi resti, tra i quali uno scheletro quasi completo di cui si sono conservate il 70% delle ossa, sono stati rinvenuti presso Peirópolis, in prossimità di resti di sauropodi titanosauri. Probabilmente l'uberabasuco e le sue prede abitavano regioni prossime a laghi o a fiumi. L'uberabasuco è un membro della famiglia dei Mahajangasuchidae, grossi crocodilomorfi predatori caratteristici del Cretaceo superiore. Un esemplare simile, Mahajangasuchus insignis, è stato rinvenuto in strati coevi del Madagascar.